# Euchlaena abnormalis
Euchlaena abnormalis là một loài bướm đêm trong họ Geometridae.